# Attaque de la prison de Ndop
L'attaque de la prison de Ndop a lieu dans la nuit du 28 au 29 juillet 2018, lors de la crise anglophone au Cameroun.   

## Contexte
La situation sécuritaire dans les deux régions anglophones du Cameroun, le Nord-Ouest et le Sud-Ouest, s'est considérablement dégradée depuis fin 2017. 
En 2018, les combats sont devenus quotidiens entre les forces de sécurité et les séparatistes armés qui revendiquent la création d'un État anglophone indépendant. L'élection présidentielle est prévue pour le 7 octobre 2018. Le président Paul Biya, est candidat à sa réélection.

## Déroulement
Selon le préfet du département du Ngo-Ketunjia William Benoît Emvoutu Mbita, les assaillants, qui « tiraient de tous les côtés », ont pu « défoncer les portes de la prison » avant de « mettre le feu à tous les bâtiments », ajoutant qu'ils avaient apporté du carburant pour allumer le feu. Une source de sécurité ajoute qu'« ils ont tout pris dans la prison avant de l'incendier ».  
Au cours de l'échange de coups de feu, deux gardiens de prison sont blessés et un autre est enlevé avant d'être libéré, mais personne n'est tué au cours de l'affrontement, selon le préfet.  
L'attaque « s'est soldée par l'évasion de la majorité des 163 détenus », selon la CRTV. 

## Suites
Les autorités rapportent que certains des prisonniers évadés se sont ensuite rendus volontairement. Des opérations de ratissage sont lancées dans toute la région pour tenter d'attraper ceux qui sont encore en liberté. 